# Charmes (Aisne)
Charmes – miejscowość i gmina we Francji, w regionie Hauts-de-France, w departamencie Aisne.
Według danych na styczeń 2014 roku gminę zamieszkiwało 1688 osób, a gęstość zaludnienia wynosiła 461,2 osób/km².